# Nowy Świat

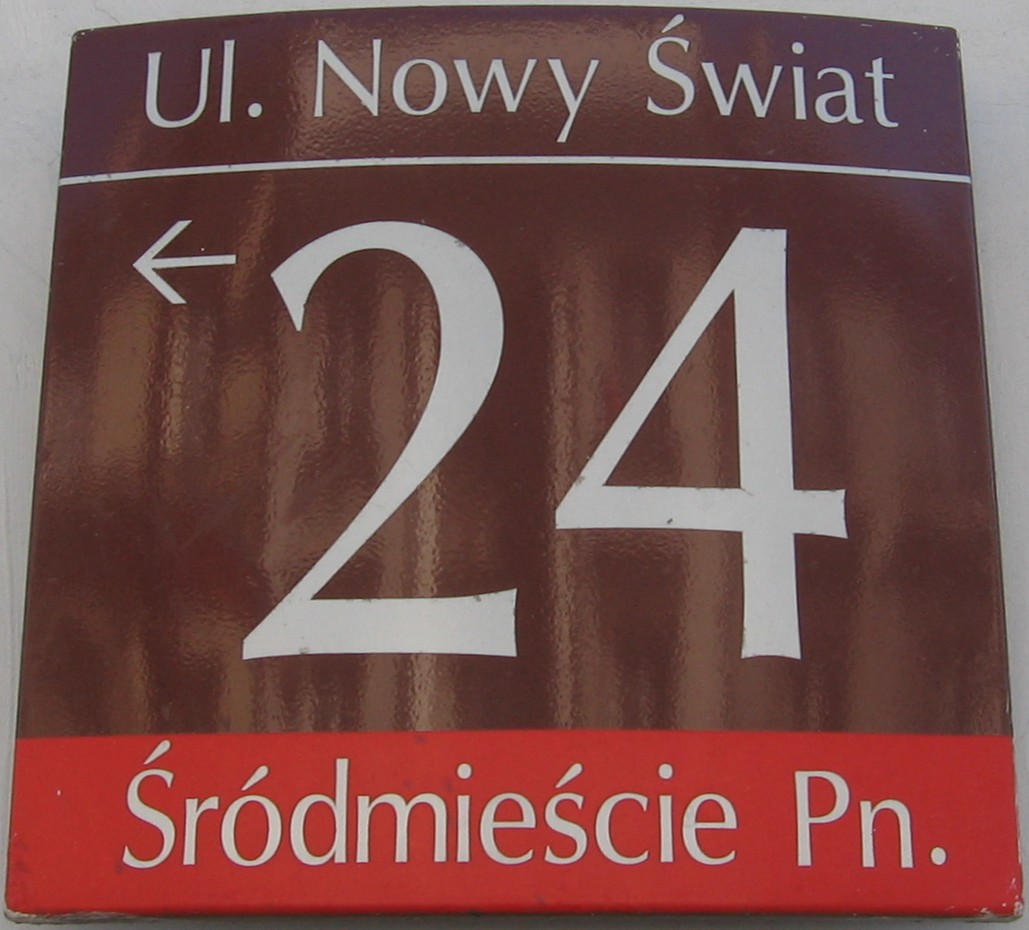
Placa del carrer

Ulica Nowy Świat (Carrer del Nou Món) és un dels principals carrers comercials i de passeig de Varsòvia. Forma part de la denominada "Ruta Reial" de la capital polonesa.
És la continuació del carrer Krakowskie Przedmieście (Suburbi de Cracòvia) i acaba a la plaça Trzech Krzyży (plaça de les tres creus). A la cruïlla amb la concorreguda Aleje Jerozolimskie (avinguda de Jerusalem) forma la rotonda de Charles de Gaulle. Tot i que no és un carrer de vianants, actua com a tal, ja que les voreres són molt amples i la calçada s'ha reduït a només dos carrils, utilitzats únicament pel transport públic.

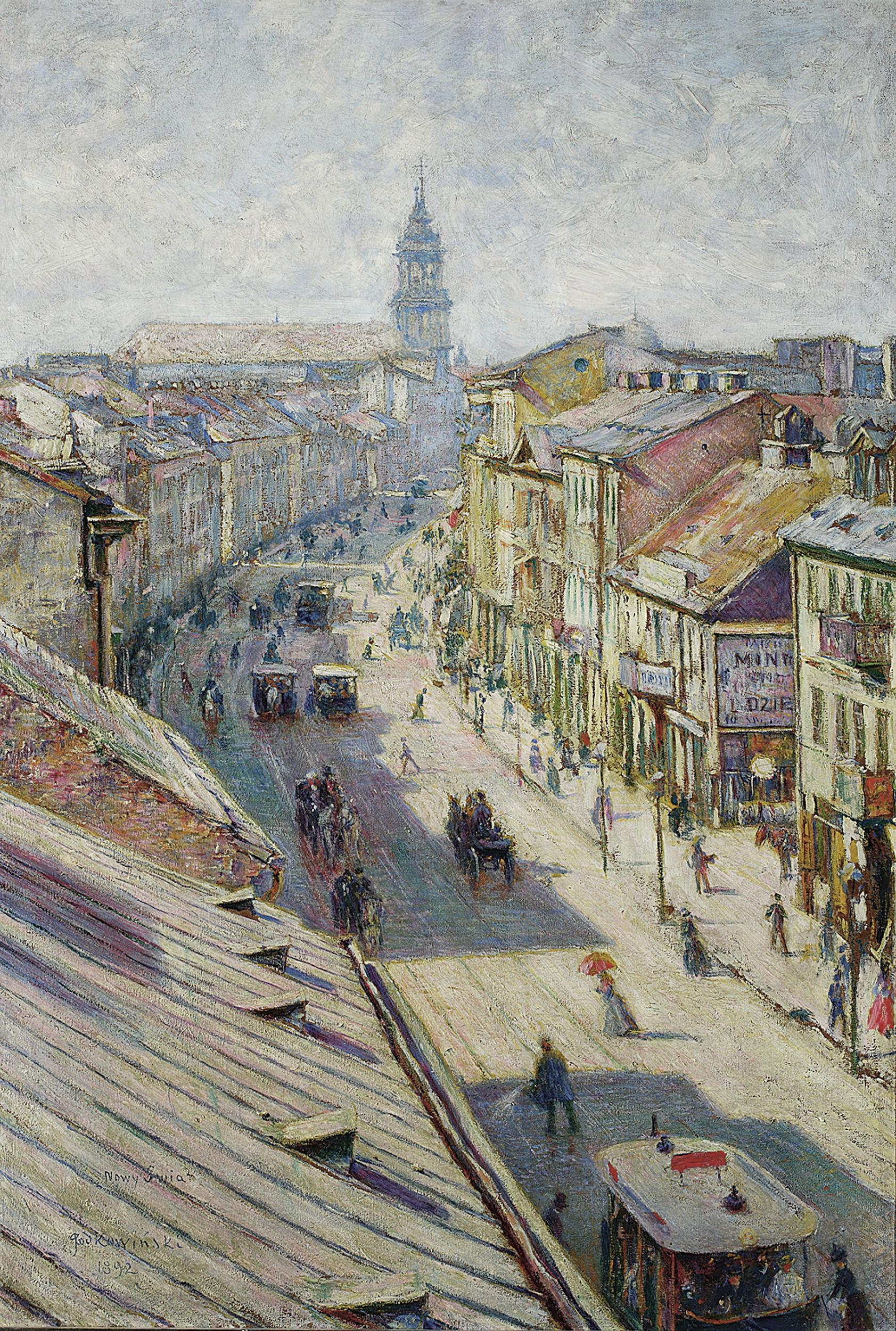
Quadre del carrer de Nowy Swiat, cap a 1900

S'hi ha establert nombroses firmes comercials internacionals i reputats restaurants. En aquest carrer, a més, hi ha diversos edificis i monuments històrics, entre d'altres: el Palau Zamoyski, el Palau Staszic, el Palau Kossakowski, i els monuments de Nicolau Copèrnic i de Charles de Gaulle.
Durant la Insurrecció de Varsòvia de l'agost-octubre de 1944, Nowy Świat va resultar gairebé completament destruït. Els alemanys van reduir la major part del seus bonics edificis, ja que era un dels carrers més importants del centre de Varsòvia. Al final de la guerra, es va decidir reconstruir Nowy Świat. Com que la restauració del seu estil modernista d'abans de la guerra hauria estat prohibitiu, es va tornar a la seva aparença de principis del segle xix. La reconstrucció del carrer després de la guerra va ser dirigida per l'arquitecte Zygmunt Stępiński.